# Crvenogrli plijenor
Crvenogrli plijenor, mali plijenor ili morski gnjurac mali (lat. Gavia stellata) je vodena ptica selica iz porodice plijenora.

## Taksonomija
Ovu pticu prvi put je opisao danski prirodoslovac Erik Pontoppidan 1763. Svrstao ju je u danas nepostojeći rod Colymbus koji je sadržavao razne vrste plijenora i gnjuraca. 1788. njemački biolog Johann Reinhold Forster shvaća da se plijenori i gnjurci dosta razlikuju, pa je crvenogrlog plijenora zajedno s ostalim plijenorima smjestio u zaseban rod.

## Opis
Crvenogrli plijenor je najmanja i najlakša vrsta plijenora. Dug je 55–67 cm, a raspon krila mu je 91–110 cm. Mužjaci ženke imaju sličan izgled, samo su mužjaci nešto teži i veći od ženki. Mužjaci u prosjeku teže 1730 grama, a ženke 1480 grama. Kao i svi plijenori, ima dugo tijelo i kratak vrat, te su mu noge smještene iza sredine tijela, zbog čega nije sposoban normalno hodati na kopnu. Ne može stajati uspravno dulje vrijeme, nego se pritom naslanja na prsa. Nogama ne mogže hodati, nego se kreće kratkim, žabolikim skokovima koji su vrlo naporni i omogućuju prelaženje samo kratkih razdaljina.  Kljun je tanak, ravan i oštar. Ljeti je crne boje, a zimi blijedosive. Glava je siva, kao i jedna strana vrata. Leđa su tamna i prošarana su smeđim prugama.

## Plivanje
Izvrsno je prilagođen životu u vodi. Kosti mu pomažu da lakše zaroni, a položaj nogu i dugo tijelo mu također olakšavaju plivanje. Čak i dugi kljun mu pomaže u podvodnoj aerodinamičnosti. Noge su dosta velike. Prednja tri prsta su potpuno isprepletena, a kosti nožja su spljoštene, što smanjuje otpor, a omogućuje nogama jednostavno kretanje u vodi. Noge joj najčešće koriste kao pogon u vodi, ali nekad mogu poslužiti i krila.

## Let
Unatoč kratkim krilima jako je brz i dobar letač, te ostvaruje brzinu 75–78 km/h. Jedina je vrsta plijenora koja može poletjeti direktno s tla. Dnevna je selica, najčešće leti sam ili u labavim skupinama visoko iznad vode.

## Prehrana
Kao i svi plijenori, crvenogrli plijenor prvenstveno jede ribe, ali često zna jesti i mekušce, rakove, vodozemce, riblje mrijesti, beskralježnjake, pa čak i neke biljke. Tražeći hranu roni 2–9 m dubine, a u vodi provede najčešće oko jednu minutu.

## Razmnožavanje i životni vijek
Crvenogrli plijenor je monogamna ptica i počinje se gnijediti s dvije godine starosti. Gnijezdo prave oba spola od blata, vegetacije, a ponekad i perja. Ženka u njega polaže 1-3 jaja. Jaja su dimenzija 75x46 mm, a masa im je 83 grama. 8 % mase čini ljuska. Inkubacija počinje čim se jaja postave u gnijezdo i traje 47-54 dana. Čim se izlegnu ptići otvaraju oči i pokretni su, te odlaze za roditeljima u vodu, ali su još pokriveni paperjem, pa ne mogu puno vremena provesti u vodi. Često se odmaraju na leđima roditelja koji ih hrane malim vodenim beskralježnjacima. Postaju neovisni o roditeljima nakon 38-48 dana. Najveći dosad zabilježeni životni vijek je 23 godine i 7 mjeseci.

## Stanište
Za vrijeme sezone parenja ova vrsta se nalazi u području slatkih voda. Gnijezdi se u vodama s manje od 10–20 m dužine Izbjegava vode s bujnom plovećom vodenom vegetacijom ili strmim stjenama iznad vode. Izvan sezone parenja živi u priobalnim vodama.

## Prijetnje
Zbog toga što se gnijezde u vodi, ovim pticama su velika prijetnja zagađenje vode, pošumljavanje tresetišta i građevinski radovi u blizini. Tijekom zime crvenogrli plijenor je vrlo osjetljiv na izlijevanje nafte. Također mu smetaju i vjetroelektrane, a na moru i velikim jezerima se često zaplete u ribarsku mrežu. Vrlo je osjetljiv na virus gripe.

## Vanjske poveznice
|  | Zajednički poslužitelj ima stranicu o temi Gavia stellata    |
|  | Zajednički poslužitelj ima još gradiva o temi Gavia stellata |
|  | Wikivrste imaju podatke o taksonu Gavia stellata             |